# Battaglia di Tourtour
La battaglia di Tourtour del 973 è stata una battaglia medievale.
Secondo Liutprando da Cremona, verso l'889-90 musulmani provenienti da al-Andalus e dall'Ifrīqiya s'insediarono a Fraxinetum.
Data la longevità del centro di Frassineto rispetto ad altri rifugi islamici, gli studiosi suppongono che la colonia fosse uno stabile emporio commerciale, più che rifugio di filibustieri: ciò non toglie che da lì potessero partire azioni piratesche.
Facile capro espiatorio, dopo 80 anni di vita, Frassineto venne distrutta nel 972-973 o 983 dalle forze congiunte di liguri e provenzali, organizzate da Guglielmo I di Provenza con l'aiuto del piemontese Arduino il Glabro e col beneplacito di papa Giovanni XIII e dell'imperatore Ottone I di Sassonia.
La distruzione di Frassineto non fermò le attività corsare dei musulmani né più ambiziose azioni militari, come il tentativo di conquista della Sardegna da parte di Mujāhid al-ʿĀmirī, wali di Denia e delle Baleari.